# 榊原るみ
榊原 るみ（さかきばら るみ、1951年3月5日 - ）は、日本の女優。東京都渋谷区広尾出身。東映マネージメント所属(業務提携)。

## 来歴・人物
幼児のころから雑誌モデル・女優業を行っており、舞台、テレビなどで幅広く活動した。1970年代前半の映画『男はつらいよ 奮闘篇』、テレビドラマ『帰ってきたウルトラマン』のヒロイン役や『気になる嫁さん』などへの出演で人気を博す。
父は芝浦工業大学名誉教授の榊原秋策である。
娘の松下恵も女優として活動している。生まれてから1999年に19年間連れ添った前夫と離婚するまで、広尾の実家住まいだった。映画監督のすずきじゅんいちと1年半にわたる同棲生活を送った末、2001年1月16日に再婚する。すずきが監督した映画『ひとりね』では、過去の清純派のイメージを覆す、過激なシーンにも挑戦した。
夫のすずきと共にロサンゼルスに移住し、夫の仕事である映画プロデュースを手伝っていた。
2010年9月29日、ラスベガス近くで夫妻の乗った自動車が自損事故を起こし、助手席に乗っていた彼女も指の複雑骨折など重傷を負った。運転していたすずきは、脊髄の一部などを骨折した。意識不明のままヘリコプターで病院に搬送されたが、命に別条はなく、榊原も1日で退院した。
上記の事故がきっかけで11年間のアメリカ生活に終止符を打ち、帰国した。現在は仕事に復帰している。

## 出演

### 映画
- 長靴をはいた猫（1969年） - ローザ姫（声）
- 望郷（1971年） - 松村友子
- 男はつらいよ 奮闘篇（1971年） - 花子
- 泣いてたまるか（1971年） - 沢弘子
- 初笑いびっくり武士道（1972年） - 旅の武家娘
- 喜劇 社長さん（1972年） - 伴香世
- 超能力だよ全員集合!!（1974年） - 洋子
- 東京ド真ン中（1974年） - 里子
- 正義だ!味方だ!全員集合!!（1975年） - 熊田めぐみ
- 喜劇 百点満点（1976年） - 北上宏子
- 男はつらいよ 寅次郎夕焼け小焼け（1976年）　- お手伝い
- 雨のめぐり逢い（1977年） - 花松薫
- 俺は上野のプレスリー（1978年） - とも子
- バッテンロボ丸 お化け飼う少女（1983年） - 海野はるか
- 秋桜（1997年） - 二瓶京子
- MARCO 母を訪ねて三千里（1999年） - アンナ・ロッシ（声）
- ひとりね（2001年） - 織江
- 大決戦!超ウルトラ8兄弟（2008年） - 郷アキ（旧姓：坂田）[2]
- クロスロード（2015年） - 沢田奈津子
- 台風家族（2019年[3]） - 鈴木光子

### テレビドラマ
- オーイわーいチチチ（1966年、NTV）
- でっかい青春 第18話「さよならが言えないで」（1968年2月25日、NTV）
- 颱風とざくろ（1969年、NTV） - 坂本けい子
- ナショナルゴールデン劇場（NET）
  - レモンスカッシュ4対4（1969年）
  - 北条政子（1970年）
- 女と女（1969年、NET）
- あの娘がいいな（1970年、12ch）
- テレビスター劇場（NET）
  - あかんぼのタンゴ（1970年）
  - ふしぎな御縁で（1974年）
  - 唐変木に花咲けば（1974年）
- 明日のしあわせ（1970年、NET・東京映画）
- 大江戸捜査網 第8話「花のお江戸の暴れん坊」（1970年、12ch）
- 帰ってきたウルトラマン（1971年、TBS） - 坂田アキ
- おれは男だ! 第7話「真夜中に愛をこめて!」（1971年4月4日、NTV）
- 女の顔（1971年、12ch・松竹）
- たんとんとん（1971年、TBS・松竹）
- 気になる嫁さん（1971-1972年、NTV・ユニオン映画） - 坪内めぐみ
- 夫婦学校（1971年、NTV）
- 鉄道100年 大いなる旅路（1972年、NTV）
- 下町かあさん（1972年、CX）
- 東芝日曜劇場
  - わが街（1972年、HBC）
  - 幼なじみ（1974年、HBC）
- 紫頭巾事件帖 第20話「じゃじゃ馬つむじ風」（1972年、12ch・松竹） - お春
- 必殺シリーズ（ABC・松竹京都）
  - 必殺仕掛人 第29話「罠に仕掛ける」（1973年） - おせい
  - 必殺必中仕事屋稼業 第15話「大当たりで勝負」（1975年） - 弥生
- かっこうわるつ（1972-1973年、TBS）
- 土曜グランド劇場（NTV）
  - 父と子と（1972年、「縁談シリーズ」の一編）
  - 故郷の空（1973年、「縁談シリーズ」の一編）
- 大江戸捜査網II 第49話「怒りをこめた殴り込み!」（1973年、12ch）
- おこれ!男だ（1973年、NTV・松竹）
- 遥かなるわが町（1973年、TBS） - 福士まゆみ
- おさななじみ（1973年、TBS・テレパック）
- 江戸を斬る 梓右近隠密帳（1973-1974年、TBS・C.A.L） - 小夜
- わが家の灯（1974年、NHK） - 柏木春子
- マチャアキ・幸代のふたりは夫婦（1974年、CX）
- 白い牙 第12話「ピエロの泪」（1974年、NTV・大映テレビ）
- 献身（1974-1975年、NTV）
- あたしのものよ（1974-1975年、TBS）
- もうひとつの春（1975年、TBS）
- 太陽ともぐら（1975年、CX）
- 夜明けの刑事 第38話「海洋博でダイナミックな殺人」（1975年、TBS・大映テレビ）
- 赤福のれん（1975年、CX）
- 赤い疑惑 第11話「近くて遠い街・パリ」（1975年、TBS・大映テレビ） - スチュワーデス　伊藤
- 水戸黄門（TBS・C.A.L）
  - 第7部 第6話「武士道無明 -盛岡-」（1976年6月28日） - たまき
  - 第10部 第9話「三人の無法者 -新城-」（1979年10月8日） - お妙
  - 第11部 第15話「天狗の鼻にお灸 -会津-」（1980年11月24日） - お君
  - 第13部 第23話「悪を裁いたかすり織 -久留米-」（1983年3月21日） - お園
  - 第14部 第36話「夫婦喧嘩で悪退治・徳島」（1984年7月2日） - お近
- 華麗なる刑事 第27話「深夜放送殺人事件」（1977年、CX・東宝） - 笹田雪子
- 愛ある限り（1977年、NTV・ユニオン映画） - 宇田川愛
  - 主題歌「わすれて下さい」（作詞：千家和也、作曲：すぎやまこういち）も歌唱
- お手々つないで（1977年 - 1998年、NBN・ANB・ABC・HTB・KHB・KSB・UHT・KBC） - 啓子
- 赤とんぼ（1978年、CX）
- 銭形平次（CX・東映）
  - 第628話「江戸暮色」（1978年） - おさよ
  - 第660話「迷い橋・想い川」（1979年） - お紺
- 三男三女婿一匹III（1979-1980年、TBS） - 山根初子 役
- ロボット8ちゃん（1981-1982年、CX・東映） - 春野かすみ
- 木曜ゴールデンドラマ「夜の恐怖病棟」（1982年、YTV）
- バッテンロボ丸（1982-1983年、CX・東映） - 海野はるか
- 裸の大将放浪記 第11話「別れが悲しかったので」（1983年、KTV・東阪企画） - 上月菜穂子
- 若草学園物語（1983年、NTV）
- 長七郎江戸日記第29話「黄色いカラス」(1984年6月26日、日本テレビ、ユニオン映画)
- 大岡越前 第8部 第23話「殺しを見ていた千両富」（1984年12月24日、TBS・C.A.L） - おとき
- 特捜最前線 第404話「殺意を呼ぶダイヤルナンバー!」（1985年、ANB・東映）
- 月曜ドラマランド「ボクの婚約者」（1986年1月13日、フジテレビ / アズバーズ） - 久保竜児の母
- おやじのヒゲシリーズ（1988年、TBS・オフィス・ヘンミ） - 亀吉の妻
- 砂の城（1997年、東海テレビ）- 磐城さや子
- エコエコアザラク（1997年、TX・円谷映像・ギャガ・コミュニケーションズ） - 黒井奈々子
- 金曜エンタテイメント「赤い霊柩車11・棺の中の花嫁」（1999年、CX・大映テレビ） - 南田麗子
- 暴れん坊将軍X 第21話「井戸に出た女幽霊! 縁切り寺の黒い罠」（2000年、ANB・東映） - お藤
- 水曜ミステリー9「邪魔〜主婦が堕ちた破滅の道」（2015年9月2日、TX） - 小山昌枝 役
- アイドル×戦士ミラクルちゅーんず!（2017年、TX） - 橘フミコ 役
- 特捜9（2018年、EX） - 中島温子 役
- 我らがパラダイス（2023年、NHK BSP・BS4K） - 阿部純子 役[4]
- グランマの憂鬱 第7話（2023年5月20日、東海テレビ・CX） - 井澤アキ 役

### オリジナルビデオ
- DEAR GAGA（2022年） - 門田貴子 役

### クイズ番組
- オールスター感謝祭（TBS）

ほか多数

### 吹き替え
- シャーロック・ホームズの冒険
  - 第8話「ぶなの木屋敷の怪」- バイオレット・ハンター

### テレビアニメ
- おじゃる丸（2024-2025年、NHK教育） - お客、おばあさん、ミキコ 役

### 音楽
シングル
- わすれて下さい（1977年7月25日、作詞：千家和也、作曲：すぎやまこういち、編曲：高田弘）

### その他
| 期間          | 期間          | 番組名                        | 役職                 |
| ------------- | ------------- | ----------------------------- | -------------------- |
| 1985年11月    | 1987年3月     | なうNOWスタジオ（テレビ朝日） | 金曜日担当司会       |
| 1990年4月     | 1996年3月     | 母と子のテレビ絵本（NHK教育） | 『オバケちゃん』朗読 |
| 1998年3月30日 | 1999年3月31日 | ナイスデイ（フジテレビ）      | 司会                 |

### CM
- さくらカラー
- キリンビバレッジ「キリンレモン」（1971年）2代目キリンレモンイメージガール（さわやかさん）
- キヤノン「デートマチック」
- 名誉冠酒造「清酒 明ごころ」
- 国分 缶詰商品各種
- 花王「メリーズ」、「ブローネ」、生CM（テレビ朝日『モーニングショー』『アフタヌーンショー』など）
- 本田技研工業「PAX」
- デビアス

### 著作
- 『熱情 : 天使の反撃』一葉社、1996年6月22日。ISBN 4-87196-007-2、NDLJP:14136822。
- 『榊原るみのおそうじしましょ! : たのしくラクしてかんたんキレイ』講談社、1999年10月25日。ISBN 4-06-209610-2、NDLJP:13846420。